# Larrea tridentata
Larrea tridentata (DC.) Coville è una pianta a fiore appartenente alla famiglia Zygophyllaceae, nota come cespuglio di creosoto in qualità di pianta, chaparral in qualità di erba medicinale e gobernadora in Messico, termine spagnolo per "governatrice" data la sua abilità di inibire la crescita di piante nelle vicinanze così da approvvigionarsi di una quantità maggiore d'acqua. Nello stato messicano di Sonora è più comunemente chiamata "hediondilla" per via dell'odore particolare.

## Etimologia
Il nome del genere è un omaggio al religioso spagnolo Juan Antonio Hernandez de Larrea  mentre il nome comune è dovuto al caratteristico odore di creosoto emanato dall'intera pianta.

## Descrizione

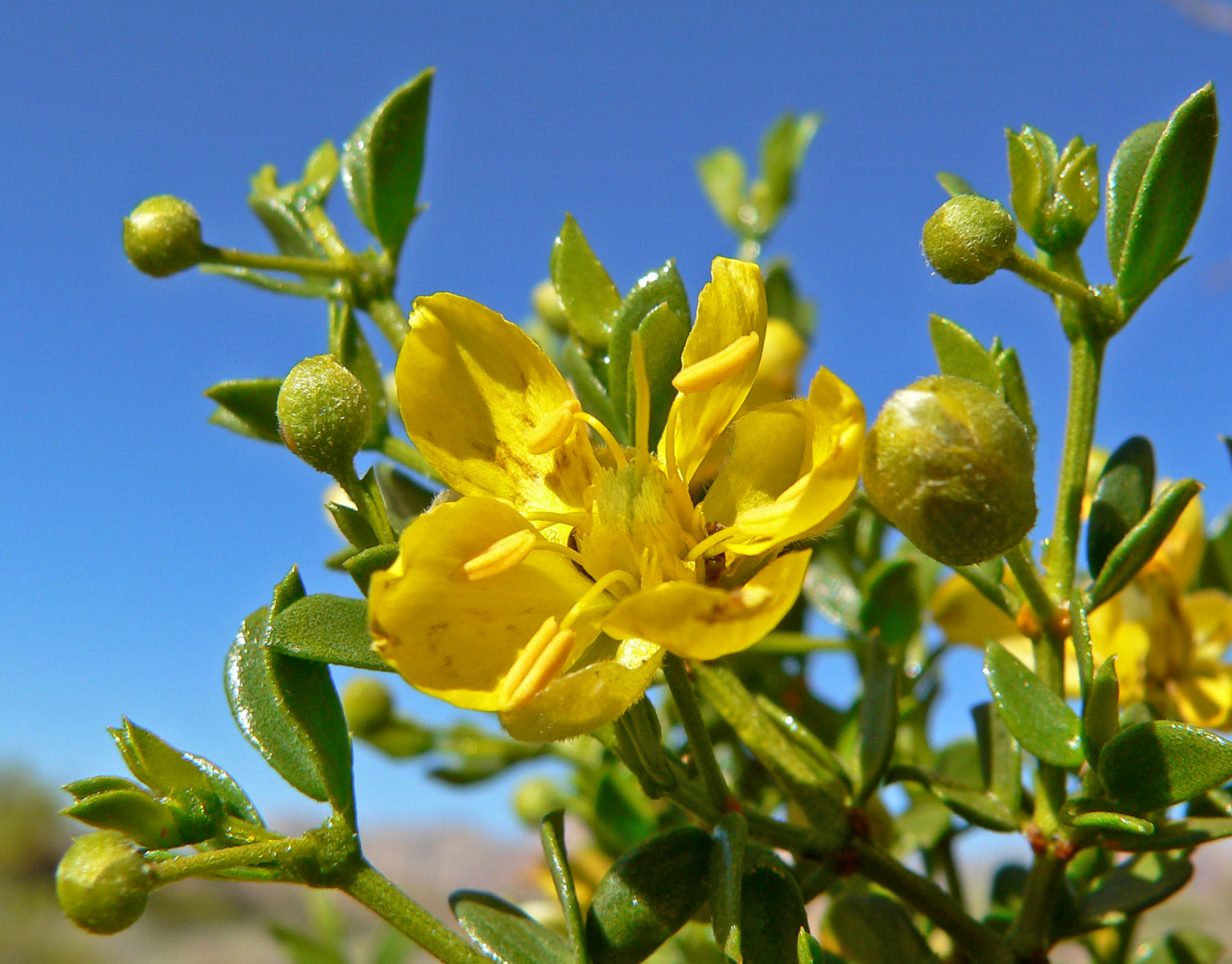
Fiore

È un arbusto sempreverde che cresce da 1 a 3 m di altezza, raramente fino ai 4 m.
Le foglie sono di colore verde scuro e sono costituite da due foglioline lanceolate opposte unite alla base. Ogni fogliolina è lunga da 7 a 18 mmm e in ampiezza va da 4 a 8,5 mmm.
I fiori crescono fino a 25 mm di diametro, formati da cinque petali gialli. L'intera pianta ha un odore di creosoto, dal quale deriva il nome comune.

## Distribuzione e habitat

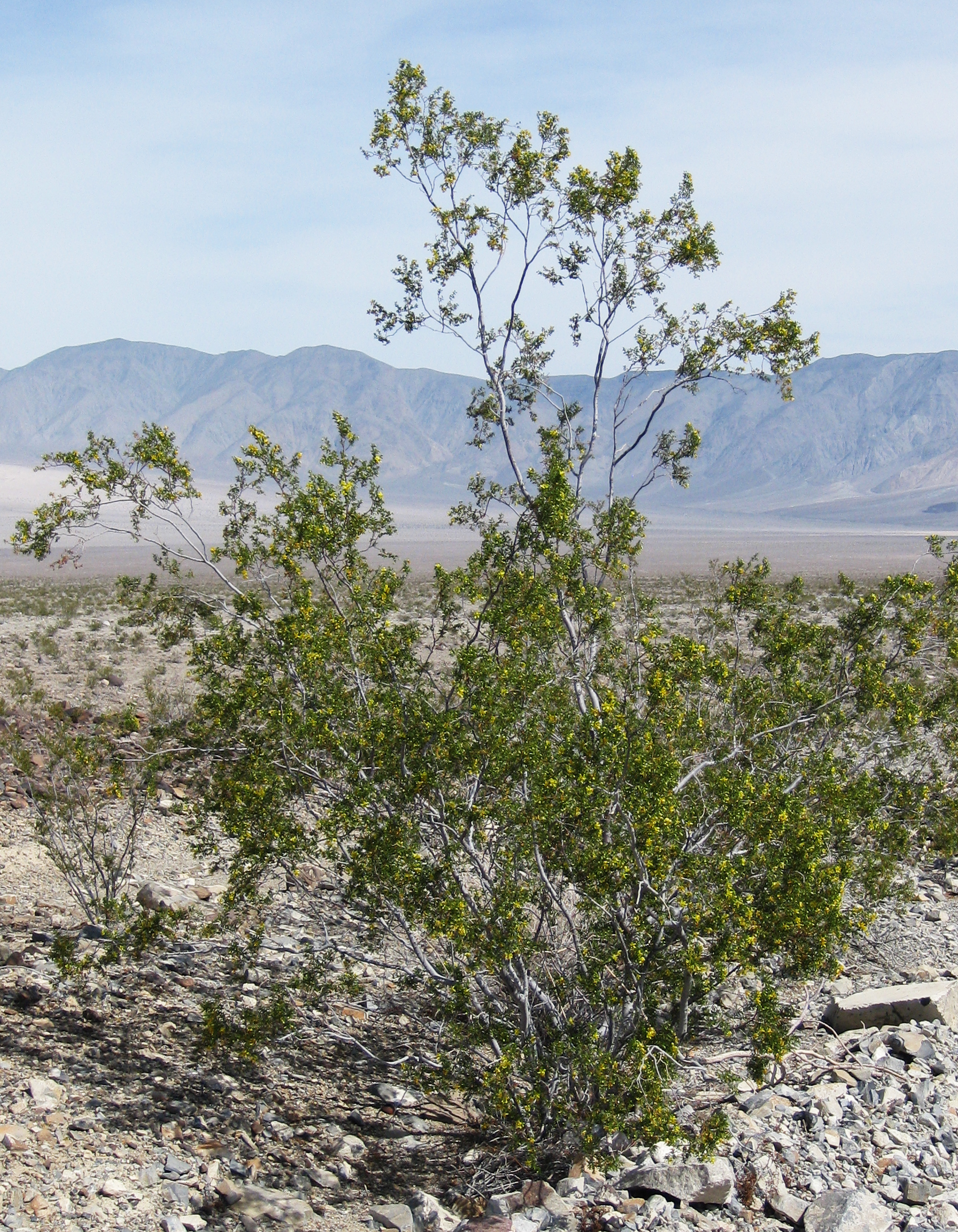
Arbusto di Larrea tridentata nella Valle della Morte

Larrea tridentata è una specie diffusa nei deserti di Mojave, Sonora e Chihuahua nell'ovest del Nord America, e si può trovare anche in altre parti di regioni del sud-est della California, Arizona, Nevada meridionale, Utah sud-occidentale, Nuovo Messico e Texas negli Stati Uniti, e Chihuahua e del Sonora in Messico.
I cespugli di creosoto sono molto comuni nei territori ben drenati delle pianure alluvionali. Nella maggior parte dei casi una specie può coprire grandi aree nel territorio in cui si trova, di solito si può trovare in associazione all'Ambrosia dumosa.  Queste due piante formano una vera e propria associazione, tuttavia si è scoperto che i composti chimici trovati nelle radici dei cespugli di creosoto hanno come effetto l'inibizione della crescita delle radici dell'Ambrosia dumosa. Sin dal 2013 molti aspetti della loro associazione rimangono ancora inspiegabili.

## Biologia
Inizialmente, si pensava che la Larrea tridentata producesse un inibitore solubile in acqua che impediva la crescita di altre piante o cespugli nelle sue vicinanze. Ora, è stato dimostrato che le radici dei cespugli di creosoto maturo sono semplicemente così efficaci nell'assorbimento dell'acqua da impedire ai semi di altre piante la corretta idratazione che stimoli il processo di germinazione, formando così una zona morta intorno alla pianta. La Larrea tridentata è per questo una pianta che ha una lunga aspettativa di vita. L'esemplare più longevo tuttora in vita, nonché forma di vita più longeva ad oggi presente sulla terra, si stima abbia circa 11700 anni.
Contribuendo alla durezza dell'ambiente di germinazione sopra i sistemi di radici mature, i cespugli giovani sono molto più suscettibili alla siccità rispetto alle piante che si sono già stabilite. La germinazione è abbastanza attiva durante i periodi umidi ma la maggior parte delle piante giovani muore molto velocemente a meno che le condizioni di disponibilità d'acqua siano ottimali. Il calore proveniente dal terreni aumenta la suscettibilità della pianta giovane alla mancanza di acqua, e le temperature del suolo possono raggiungere i 70 °C. Per stabilizzarsi, sembra che le piante giovani debbano sperimentare un percorso dai tre ai cinque anni di freddo anormale e tempo umido durante la germinazione. Da questo può essere dedotto che tutte le piante all'interno di una certa area hanno la stessa età.
Le piante mature possono tollerare stress estremi dovuti alla siccità. In termini di potenziale d'acqua i cespugli di creosotto vivono normalmente fino a -50 bar, sono state trovate piante ancora vive a -120 bar anche se la media di livelli minimi del potenziale d'acqua si aggira intorno a -70 bar dove il bisogno della respirazione cellulare supera il fabbisogno di acqua che il processo della fotosintesi può garantire. Nei periodi di stress dovuti alla siccità si verifica la divisione cellulare ed è molto comune che le nuove cellule assorbano velocemente l'acqua dopo le precipitazioni. Questo rapido assorbimento causa una crescita anche di molti centimetri alla fine della stagione delle piogge.
La perdita d'acqua è ridotta oltre che dalla superficie della foglia, che è resinosa e simile alla cera, anche dalla sua piccola forma che aiuta a prevenire alla pianta il rischio di riscaldamento al di sopra della temperatura dell'aria esterna  (che dovrebbe incrementare il deficit della pressione del vapore tra la foglia e l'aria, e così facendosi aumenterebbe di conseguenza l'incremento di perdita di acqua). Le piante fanno cadere alcune foglie verso l'estate, ma se cadessero tutte le foglie,  la pianta non riuscirebbe più a crescere. L'accumulo di foglie cadute, insieme ai detriti che derivano dal vento, creano una comunità ecologica tipica della chioma della Larrea tridentata che include coleotteri, millepiedi, topi e ratto canguro.